# Mykola Smaha
Mykola Smaha, ukrajinsky Микола Якович Смага, rusky Николай Яковлевич Смага, (22. srpna 1938 – 28. března 1981) byl sovětský atlet, chodec, mistr Evropy v chůzi na 20 kilometrů z roku 1971.

## Sportovní kariéra
Prvního mezinárodního úspěchu dosáhl na mistrovství Evropy v Budapešti v roce 1966, kde získal bronzovou medaili v chůzi na 20 kilometrů. Rovněž třetí místo v této disciplíně obsadil na olympiádě v Mexiku v roce 1968 i na evropském šampionátu v Athénách o rok později. V Helsinkách v roce 1971 se stal mistrem Evropy v závodě na 20 kilometrů chůze. Na olympiádě v Mnichově v následující sezóně obsadil v této disciplíně páté místo.